# Colemaniet
Het mineraal colemaniet is een gehydrateerd calcium-boraat, met de chemische formule Ca2B6O11 · 5 H2O.

## Naamgeving en ontdekking
Colemaniet werd genoemd naar William Tell Coleman (1824-1893), de stichter van de Californische borax-industrie en eigenaar van de mijn (Harmony Borax Works) in Furnace Creek waar het mineraal in 1884 voor het eerst werd aangetroffen.

## Eigenschappen
Colemaniet is kleurloos, wit, grijs tot geel-oranje en heeft een monoklien kristalstelsel. De kristallen zijn Granulair tot nodulair. Het breukvlak is oneffen tot subconchoïdaal en heeft een perfecte splijting volgens het breukvlak [010]. De hardheid is 4,5 op de schaal van Mohs en de relatieve dichtheid bedraagt 2,42 g/cm³.
Het mineraal is noch magnetisch, noch radioactief maar wel geel fluorescerend.

## Ontstaan en herkomst
Colemaniet is een secundair mineraal dat wordt gevonden in afzettingen die gevormd zijn door uitstroming van vulkanische gassen en vulkanische bronnen. Het wordt ook gevormd in opgedroogde meren van boraatzouten in droge, woestijnachtige gebieden. Colemanietkristallen van deze oorsprong zijn veelal okergeel tot oranje van kleur.
Het mineraal wordt gevonden op de typelocatie, Furnace Creek in Death Valley, en in verschillende andere delen van de staat Californië. Elders in de Verenigde Staten wordt het aangetroffen in de staat Nevada. Verder wordt colemaniet gevonden in de provincie Jujuy (Argentinië), in de omgeving van Inder (Kazachstan) en in Bursa en Bigadiç (Turkije).

## Kenmerken
Colemaniet is een boraat-mineraal, meer bepaald een gehydrateerd calciumboraat. Ongeveer 16% van de totale massa van het mineraal bestaat uit het element boor. Ondanks het feit dat boor een vrij hard element is, is colemaniet een vrij zacht mineraal. Het kan makkelijk met een mes worden gekrast. Het is sterk vergelijkbaar met ulexiet.